# Moenia
Moenia est un groupe de synthpop mexicain, originaire de Mexico. Populaire dans la scène musicale hispano-américaine pour son style musical sombre et oppressant, Mœnia compte trois succès ayant atteint le top 20. Mœnia est aussi connu hors du Mexique, en particulier dans les marchés argentins et chiliens.

## Biographie

### Débuts (1985–1990)
La formation du groupe est retracées en 1985 alors qu'ils étaient au lycée. Le projet démarre cette année lorsque Juan Carlos Lozano, Alfonso Pichardo et Jorge Soto découvrent qu'ils partagent la même passion pour le punk rock et la new wave. En même temps, le rock en espagnol fait son chemin localement. Ils s'inspirent notamment de New Order, Erasure, OMD, The Cure, Depeche Mode, et The Sisters of Mercy.
Plus tard au lycée, le trio commence à organiser des récitals, joue dans de petits nightclubs et enregistre même quelques démos. Ils se baptisent à cette période 5mentarios et comprend Alfonso Pichardo au chant, Juan Carlos Lozano à la guitare, Jorge Soto aux claviers, Abraham Rodríguez aux claviers, et Carlos Mercado à la batterie. Rodríguez abandonne 5mentarios à la mi-1990. Alejandro Ortega (Alex Midi), musicien autodidacte rejoint le groupe à la guitare au début de 1991.

### Mœniaet autres (1991–2005)
En 1991, le groupe signe avec PolyGram et enregistre son premier album l'année suivante. L'album comprend une version sombre de Color melancolía et ne rencontre pas les chiffres de vente escompatés. Après cet échec, en 1993, Pichardo décide de quitter le groupe pour continuer son master aux États-Unis, ; cette situation force Lozano à endosser le rôle de chanteur. Finalement, en 1996 et après quelques propositions reçues par Universal Music pour enregistrer Mœnia, ce premier album comprend des hits tels que No puedo estar sin ti et Estabas ahí.
Le groupe sort son deuxième album, Adición+, qui comprend des hits comme No dices más et Regreso a casa. Leur troisième album, Le Modulor (2001)  comme le morceau Molde perfecto, mais ne parvient pas attirer autant d'auditeurs que ses deux prédécesseurs. 2003 assiste à la sortie de l'album Televisor qui comprend des hits comme ¿En qué momento? et Tú sabes lo que quiero. Le clip de Tú sabes lo que quiero attise la polémique pour son aperçu explicitement sexuel qui force MTV à arrêter de le diffuser.

### Nouveaux albums (depuis 2006)
En 2006, Mœnia sot l'album Solar qui suit le style electropop des années 1980.
Le 30 octobre 2012 sort leur septième album studio, FM, dont le premier single est Morir tres veces. Sorti le 23 septembre 2016, l'album Phantom fait participer le producteur Armando Ávila.

## Membres

### Membres actuels
- Alfonso Pichardo – chant, claviers (1985–1993, depuis 1998)
- Jorge Soto – claviers, guitare (depuis 1985)
- Alejandro « Alex Midi » Ortega – synthétiseur, programmation (depuis 1991)

### Anciens membres
- Juan Carlos Lozano – guitare solo, chant (1985–1998)
- Abraham Rodríguez – synthétiseur, programmation (1986–1990)
- Carlos Mercado – batterie (1985–1993)

## Discographie
- 1996 : Mœnia (Universal Music, MCA Records)
- 1999 : Adición (Polydor, Universal)
- 2001 : Le Modulor (BMG US Latin, RCA)
- 2003 : Televisor (BMG, RCA)
- 2004 : Stereohits (Sony Discos)
- 2006 : Solar (EMI Televisa Music)
- 2009 :  En Electrico (Sony Music)
- 2012 : FM (Sony Music)
- 2016 : Fantom (Sony Music)